# Pioggiola
Piòggiola (in corso Piógiula) è un comune francese di 91 abitanti situato nel dipartimento dell'Alta Corsica nella regione della Corsica.

## Società

### Evoluzione demografica
Abitanti censiti